# Osvaldo Monass
Osvaldo Monass (Zara, 1907 – Roma, 2000) è stato un educatore italiano.

Fu una delle personalità che più profondamente hanno inciso nello scautismo italiano del dopoguerra.
A partire dal 1943, Fausto Catani, Salvatore Salvatori e Osvaldo Monass furono i «tre moschettieri» della rinascita dell'ASCI. «Nella fluida situazione del dopoguerra in cui pur tra grandi difficoltà si aprivano anche grandi possibilità, essi sacrificarono tempo riposo impegni — talora persino la vita privata e professionale — per gettare le basi dell'associazione».
14 febbraio 1945, Luigi Gedda, allora presidente della Gioventù Italiana di Azione Cattolica (GIAC), chiese a Monass di rivedere l'accordo stipulato nel 1944 (che inquadrava l'ASCI all'interno della GIAC), constatando la sempre maggiore autonomia dell'ASCI. Monass rispose che era prematuro visto che il nord era ancora da liberare e, inoltre, che non gradiva l'ingerenza eccessiva del presidente della GIAC.
Con il 1945 e la decisione di staccarsi dall'Azione Cattolica si pongono le basi per la nuova ASCI, la sua rinascita anche metodologica attraverso, in particolare, tre protagonisti, Fausto Catani per la branca Lupetti, Salvatore Salvatori per la branca Esploratori e Osvaldo Monass per la branca Rover.
Al risorgere dello scautismo, infatti, tornarono i «riparti misti», ossia unità comprendenti lupetti, esploratori e rover, sia pure in differenti squadriglie. Catani, Salvatori e Monass promossero la prima grande riforma, attuata nel 1948: il Gruppo Scout con unità distinte: Branco - Reparto - Clan, soluzione tuttora operante ai problemi dell'età evolutiva affrontata nell'ottica della metodologia scout.
L'impostazione che Monass diede alla branca rover si può intuire dalla missione che nel 1948 egli affidava al roverismo:
“Lo scautismo desidera portare i giovani a realizzarsi come persone equilibrate e coerenti, poco ricettive alle suggestioni della massa, dei programmi e delle idee fatte; curiose di conoscere e progredire, in possesso di un patrimonio di idee ben chiare sui problemi fondamentali della vita; amanti della vita semplice, praticanti la vita all'aperto; orientate ad una visione ottimistica della vita; moralmente salde in una visione imperniata sui concetti di lealtà e di libertà; sensibili ai problemi della convivenza politica e sociale; animate dalla volontà e dotate di capacità concrete di servire; consapevoli della responsabilità e di conseguenza impegnate ad avere un fisico efficiente; il tutto animato da una fede profonda che permei ed informi di sé la vita di ogni giorno e le porti ad inserirsi coscientemente nella vita della Chiesa”.
Nel 1951 Presidente dell'ASCI.
Nel 1953 Commissario Nazionale Branca Rover, partecipa al Raduno Nazionale Capi di S.Maria di Galeria (Roma).
Nel 1956 Commissario Centrale - Capo Scout; presiede il convegno nazionale sul roverismo il 18-19 marzo a Bologna.